# Copelatus blatchleyi
Copelatus blatchleyi är en skalbaggsart som beskrevs av Young 1953. Copelatus blatchleyi ingår i släktet Copelatus och familjen dykare. Inga underarter finns listade i Catalogue of Life.